# Peach-Pit
Peach-Pit (ピーチ・ピット, Pīchi Pitto) is een Japans mangaka-duo bestaande uit Banri Sendo (千道 万里, Sendo Banri) en Shibuko Ebara (えばら 渋子, Ebara Shibuko). De dames haalden inspiratie voor hun naam uit de televisiereeks Beverly Hills, 90210. Beiden zijn bekend voor hun bishojo-stijl.
Het duo groeide samen op en ging naar dezelfde lagere school, waar ze vrienden werden. Beiden begonnen als dojinshi-tekenaar, maar niet onder de naam Peach-Pit. Hun werk werd opgepikt door Dengeki Comic Gao!. In 2008 kreeg hun manga Shugo Chara! de Kodansha Manga Prijs voor kindermanga. Deze reeks werd later een anime.

## Oeuvre
- Prism Palette (プリズムパレット, Purizumuparetto) (2001)
- DearS (ディアーズ, Diāzu) (2002–2005)
- Rozen Maiden (ローゼンメイデン, Rozen Meiden) (2002–2007, 2008–2014)
- Zombie-Loan (ゾンビローン, Zonbi Ron) (2003–2011)
- Shugo Chara! (しゅごキャラ!, Shugo Kyara!) (2006–2010)
- Illustlation (2008–2009)
- Okami Kakushi (おおかみかくし) (2009)
- Shugo Chara! Encore! (しゅごキャラ!アンコール, Shugo Kyara! Ankoru) (2010)
- Kugiko-San (クギ子ちゃん, Kugiko-San) (2011)
- Kingyozaka Noboru (金魚坂上ル, Kingyozaka Noboru) (2012-2015)